# Shadow of the Comet
Shadow of the Comet (distribuito anche come Call of Cthulhu: Shadow of the Comet) è un'avventura grafica sviluppata nel 1993 da Infogrames. Basata sui Miti di Cthulhu, fa parte di una trilogia di titoli Infogrames ispirate alle opere di Howard Phillips Lovecraft: Alone in the Dark, primo titolo dell'omonima serie, e Prisoner of Ice, in cui compare il protagonista di Shadow of the Comet.

## Trama
Il gioco, ambientato nel 1910 in un villaggio del New England, ha come protagonista un giovane reporter, John Parker, che si reca ad osservare e a fotografare da quella località il passaggio della Cometa di Halley, ma scopre la presenza di una setta di adoratori di Cthulhu e deve cercare di fermare i loro piani.
Le citazioni lovecraftiane sono numerosissime, dall'ambientazione nel New England al nome del paese (Illsmouth, chiara allusione alla Innsmouth del racconto La maschera di Innsmouth), dalla presenza del Necronomicon a quella di creature e divinità dell'universo lovecraftiano. Sono inoltre presenti personaggi basati sugli attori Jack Nicholson e Vincent Price.

## Modalità di gioco
Il metodo di controllo del gioco è simile a quello delle vecchie avventure grafiche della Sierra: è infatti possibile muovere il protagonista attraverso l'uso della tastiera; solo nella versione CD-Rom è possibile usare il mouse.

## Versioni
Nella versione pubblicata su CD-Rom sono presenti alcune caratteristiche non presenti nella versione su floppy disk: dialoghi dotati di voci digitalizzate, controllo anche via mouse, una differente scena introduttiva, e infine un breve programma aggiuntivo intitolato "Visit To The Lovecraft Museum", un museo virtuale realizzato con il motore grafico del gioco dove sono ospitati vari artefatti delle storie di Lovecraft.
Nel luglio 2015 Atari ne ha distribuito una versione per Windows e Linux tramite GOG.com.